# لیگ ملت‌های اروپا ۲۱–۲۰۲۰
لیگ ملت‌های اروپا ۲۱–۲۰۲۰ (انگلیسی: 2020–21 UEFA Nations League) دومین فصل از مسابقات لیگ ملت‌های اروپا می‌باشد که بین ۵۵ تیم از یوفا برگزار می‌گردد. فاز مسابقات لیگ از سپتامبر ۲۰۲۰ تا نوامبر ۲۰۲۰ برگزار می‌شود و فاز حذفی از سپتامبر ۲۰۲۱ تا اکتبر ۲۰۲۱ برگزار می‌شود.
پرتغال قهرمان فصل ۲۰۱۹ مدافع عنوان قهرمانی بود با این حال، آنها پس از کسب مقام دوم در گروه خود پس از فرانسه، صعود نکردند

## قالب مسابقات
در ۲۴ سپتامبر ۲۰۱۹، یوفا اعلام کرد که از قالب جدید برای فصل ۲۰۲۰–۲۱، فصل دوم مسابقات استفاده می‌شود. ۵۵ تیم ملی یوفا به چهار لیگ تقسیم شدند که لیگ‌های A , B و C هر کدام ۱۶ تیم داشتند و به چهار گروه چهار تیمی تقسیم شدند. لیگ D شامل ۷ تیم بود که به دو گروه تقسیم شدند، یکی شامل چهار تیم و دیگری شامل سه تیم بود. تیم‌ها بر اساس رنکینگ کلی لیگ ملت‌های یوفا در فصل ۲۰۱۸–۱۹ گروه‌بندی شدند. در لیگ A چهار تیم اول چهار گروه به فینال لیگ ملت‌ها راه یافتند که در قالب حذفی شامل نیمه نهایی، مقام سومی و فینال برگزار می‌شود. بازی‌های نیمه نهایی با قرعه کشی مشخص می‌شوند. ,وی ای آر (VAR) در فینال لیگ ملت‌ها مورد استفاده قرار خواهد گرفت. تیم‌ها همچنین برای صعود و سقوط به لیگ بالاتر یا پایین رقابت می‌کنند. در لیگ‌های B و C و D، تیم‌های اول هر گروه به لیگ بالاتر صعود کردند، در حالی که تیم‌های آخر هر گروه در لیگ‌های A و B سقوط کردند. از آنجایی که لیگ C چهار گروه داشت ولی لیگ D تنها دو گروه داشت، دو تیم لیگ C که باید سقوط کنند توسط پلی آف در مارس ۲۰۲۲ مشخص می‌شود.

## سید بندی
|        | صعود به لیگ بالاتر                                        |
| dagger | به دلیل تغییر در فرمت مسابقات همچنان در لیگ باقی ماندند   |
| *      | با توجه به تغییر در فرمت مسابقات به لیگ بالاتر صعود کردند |

| سید | تیم                    | Prv    | Rank |
| --- | ---------------------- | ------ | ---- |
| ۱   | پرتغال (مدافع قهرمانی) |        | ۱    |
| ۱   | هلند                   |        | ۲    |
| ۱   | انگلستان               |        | ۳    |
| ۱   | سوئیس                  |        | ۴    |
| ۲   | بلژیک                  |        | ۵    |
| ۲   | فرانسه                 |        | ۶    |
| ۲   | اسپانیا                |        | ۷    |
| ۲   | ایتالیا                |        | ۸    |
| ۳   | بوسنی و هرزگوین        |        | ۹    |
| ۳   | اوکراین                |        | ۱۰   |
| ۳   | دانمارک                |        | ۱۱   |
| ۳   | سوئد                   |        | ۱۲   |
| ۴   | کرواسی                 | dagger | ۱۳   |
| ۴   | لهستان                 | dagger | ۱۴   |
| ۴   | آلمان                  | dagger | ۱۵   |
| ۴   | ایسلند                 | dagger | ۱۶   |

| سید | تیم           | Prv    | Rank |
| --- | ------------- | ------ | ---- |
| ۱   | روسیه         |        | ۱۷   |
| ۱   | اتریش         |        | ۱۸   |
| ۱   | ولز           |        | ۱۹   |
| ۱   | چک            |        | ۲۰   |
| ۲   | اسکاتلند      |        | ۲۱   |
| ۲   | نروژ          |        | ۲۲   |
| ۲   | صربستان       |        | ۲۳   |
| ۲   | فنلاند        |        | ۲۴   |
| ۳   | اسلواکی       | dagger | ۲۵   |
| ۳   | ترکیه         | dagger | ۲۶   |
| ۳   | جمهوری ایرلند | dagger | ۲۷   |
| ۳   | ایرلند شمالی  | dagger | ۲۸   |
| ۴   | بلغارستان     | *      | ۲۹   |
| ۴   | اسرائیل       | *      | ۳۰   |
| ۴   | مجارستان      | *      | ۳۱   |
| ۴   | رومانی        | *      | ۳۲   |

| سید | تیم           | Prv    | Rank |
| --- | ------------- | ------ | ---- |
| ۱   | یونان         |        | ۳۳   |
| ۱   | آلبانی        |        | ۳۴   |
| ۱   | مونته‌نگرو     |        | ۳۵   |
| ۱   | گرجستان       |        | ۳۶   |
| ۲   | مقدونیه شمالی |        | ۳۷   |
| ۲   | کوزوو         |        | ۳۸   |
| ۲   | بلاروس        |        | ۳۹   |
| ۲   | قبرس          | dagger | ۴۰   |
| ۳   | استونی        | dagger | ۴۱   |
| ۳   | اسلوونی       | dagger | ۴۲   |
| ۳   | لیتوانی       | dagger | ۴۳   |
| ۳   | لوکزامبورگ    | *      | ۴۴   |
| ۴   | ارمنستان      | *      | ۴۵   |
| ۴   | آذربایجان     | *      | ۴۶   |
| ۴   | قزاقستان      | *      | ۴۷   |
| ۴   | مولدووا       | *      | ۴۸   |

| سید | تیم         | Rank |
| --- | ----------- | ---- |
| ۱   | جبل طارق    | ۴۹   |
| ۱   | جزایر فارو  | ۵۰   |
| ۱   | لتونی       | ۵۱   |
| ۱   | لیختن‌اشتاین | ۵۲   |
| ۲   | آندورا      | ۵۳   |
| ۲   | مالت        | ۵۴   |
| ۲   | سان مارینو  | ۵۵   |

## فینال لیگ ملت‌ها
|  | نیمه نهایی                | نیمه نهایی |                           |   | فینال | فینال |
|  |                           |            |                           |   |       |       |
|  | ۶ اکتبر– ورزشگاه سن سیرو  |            |                           |   |       |       |
|  |                           |            |                           |   |       |       |
|  | ایتالیا                   | ۱          |                           |   |       |       |
|  | ایتالیا                   | ۱          | ۱۰ اکتبر– ورزشگاه سن سیرو |   |       |       |
|  | اسپانیا                   | ۲          |                           |   |       |       |
|  | اسپانیا                   | ۲          | اسپانیا                   | ۱ |       |       |
|  | ۷ اکتبر– ورزشگاه یوونتوس  |            | اسپانیا                   | ۱ |       |       |
|  |                           | فرانسه     | ۲                         |   |       |       |
|  | بلژیک                     | فرانسه     | ۲                         | ۲ |       |       |
|  | بلژیک                     |            |                           | ۲ |       |       |
|  | فرانسه                    | ۳          |                           |   |       |       |
|  | فرانسه                    | ۳          | رده‌بندی                   |   |       |       |
|  |                           |            |                           |   |       |       |
|  | ۱۰ اکتبر– ورزشگاه یوونتوس |            |                           |   |       |       |
|  |                           |            |                           |   |       |       |
|  | ایتالیا                   | ۲          |                           |   |       |       |
|  | ایتالیا                   | ۲          |                           |   |       |       |
|  | بلژیک                     | ۱          |                           |   |       |       |

## لیگ A

### گروه اول
| رتبه | تیم             | بازی | برد | مساوی | باخت | گل زده | گل خورده | گل تفاضل | امتیاز | صعود یا سقوط        |
| ---- | --------------- | ---- | --- | ----- | ---- | ------ | -------- | -------- | ------ | ------------------- |
| ۱    | ایتالیا         | ۶    | ۳   | ۳     | ۰    | ۷      | ۲        | ۵+       | ۱۲     | صعود به مرحله نهایی |
| ۲    | هلند            | ۶    | ۳   | ۲     | ۱    | ۷      | ۴        | ۳+       | ۱۱     |                     |
| ۳    | لهستان          | ۶    | ۲   | ۱     | ۳    | ۶      | ۶        | ۰        | ۷      |                     |
| ۴    | بوسنی و هرزگوین | ۶    | ۰   | ۲     | ۴    | ۳      | ۱۱       | ۸−       | ۲      | سقوط به لیگ B       |

1. 1 2  Ranked on head-to-head points: Netherlands 3, Poland 0.

### گروه دوم
| رتبه | تیم      | بازی | برد | مساوی | باخت | گل زده | گل خورده | گل تفاضل | امتیاز | صعود یا سقوط        |
| ---- | -------- | ---- | --- | ----- | ---- | ------ | -------- | -------- | ------ | ------------------- |
| ۱    | بلژیک    | ۶    | ۵   | ۰     | ۱    | ۱۶     | ۶        | ۱۰+      | ۱۵     | صعود به مرحله نهایی |
| ۲    | دانمارک  | ۶    | ۳   | ۱     | ۲    | ۸      | ۷        | ۱+       | ۱۰     |                     |
| ۳    | انگلستان | ۶    | ۳   | ۱     | ۲    | ۷      | ۴        | ۳+       | ۱۰     |                     |
| ۴    | ایسلند   | ۶    | ۰   | ۰     | ۶    | ۳      | ۱۷       | ۱۴−      | ۰      | سقوط به لیگ B       |

### گروه سوم
| رتبه | تیم    | بازی | برد | مساوی | باخت | گل زده | گل خورده | گل تفاضل | امتیاز | صعود یا سقوط        |
| ---- | ------ | ---- | --- | ----- | ---- | ------ | -------- | -------- | ------ | ------------------- |
| ۱    | فرانسه | ۶    | ۵   | ۱     | ۰    | ۱۲     | ۵        | ۷+       | ۱۶     | صعود به مرحله نهایی |
| ۲    | پرتغال | ۶    | ۴   | ۱     | ۱    | ۱۲     | ۴        | ۸+       | ۱۳     |                     |
| ۳    | کرواسی | ۶    | ۱   | ۰     | ۵    | ۹      | ۱۶       | ۷−       | ۳      |                     |
| ۴    | سوئد   | ۶    | ۱   | ۰     | ۵    | ۵      | ۱۳       | ۸−       | ۳      | سقوط به لیگ B       |

### گروه چهارم
| رتبه | تیم     | بازی | برد | مساوی | باخت | گل زده | گل خورده | گل تفاضل | امتیاز | صعود یا سقوط        |
| ---- | ------- | ---- | --- | ----- | ---- | ------ | -------- | -------- | ------ | ------------------- |
| ۱    | اسپانیا | ۶    | ۳   | ۲     | ۱    | ۱۳     | ۳        | ۱۰+      | ۱۱     | صعود به مرحله نهایی |
| ۲    | آلمان   | ۶    | ۲   | ۳     | ۱    | ۱۰     | ۱۳       | ۳−       | ۹      |                     |
| ۳    | سوئیس   | ۶    | ۱   | ۳     | ۲    | ۹      | ۸        | ۱+       | ۶      |                     |
| ۴    | اوکراین | ۶    | ۲   | ۰     | ۴    | ۵      | ۱۳       | ۸−       | ۶      | سقوط به لیگ B       |

## لیگ B

### گروه اول
| رتبه | تیم              | بازی | برد | مساوی | باخت | گل زده | گل خورده | گل تفاضل | امتیاز | صعود یا سقوط           |
| ---- | ---------------- | ---- | --- | ----- | ---- | ------ | -------- | -------- | ------ | ---------------------- |
| ۱    | اتریش (P)        | ۶    | ۴   | ۱     | ۱    | ۹      | ۶        | ۳+       | ۱۳     | Promotion to League A  |
| ۲    | نروژ             | ۶    | ۳   | ۱     | ۲    | ۱۲     | ۷        | ۵+       | ۱۰     |                        |
| ۳    | رومانی           | ۶    | ۲   | ۲     | ۲    | ۸      | ۹        | ۱−       | ۸      |                        |
| ۴    | ایرلند شمالی (R) | ۶    | ۰   | ۲     | ۴    | ۴      | ۱۱       | ۷−       | ۲      | Relegation to League C |

### گروه دوم
| رتبه | تیم         | بازی | برد | مساوی | باخت | گل زده | گل خورده | گل تفاضل | امتیاز | صعود یا سقوط           |
| ---- | ----------- | ---- | --- | ----- | ---- | ------ | -------- | -------- | ------ | ---------------------- |
| ۱    | چک (P)      | ۶    | ۴   | ۰     | ۲    | ۹      | ۵        | ۴+       | ۱۲     | Promotion to League A  |
| ۲    | اسکاتلند    | ۶    | ۳   | ۱     | ۲    | ۵      | ۴        | ۱+       | ۱۰     |                        |
| ۳    | اسرائیل     | ۶    | ۲   | ۲     | ۲    | ۷      | ۷        | ۰        | ۸      |                        |
| ۴    | اسلواکی (R) | ۶    | ۱   | ۱     | ۴    | ۵      | ۱۰       | ۵−       | ۴      | Relegation to League C |

### گروه سوم
| رتبه | تیم          | بازی | برد | مساوی | باخت | گل زده | گل خورده | گل تفاضل | امتیاز | صعود یا سقوط           |
| ---- | ------------ | ---- | --- | ----- | ---- | ------ | -------- | -------- | ------ | ---------------------- |
| ۱    | مجارستان (P) | ۶    | ۳   | ۲     | ۱    | ۷      | ۴        | ۳+       | ۱۱     | Promotion to League A  |
| ۲    | روسیه        | ۶    | ۲   | ۲     | ۲    | ۹      | ۱۲       | ۳−       | ۸      |                        |
| ۳    | صربستان      | ۶    | ۱   | ۳     | ۲    | ۹      | ۷        | ۲+       | ۶      |                        |
| ۴    | ترکیه (R)    | ۶    | ۱   | ۳     | ۲    | ۶      | ۸        | ۲−       | ۶      | Relegation to League C |

### گروه چهارم
| رتبه | تیم           | بازی | برد | مساوی | باخت | گل زده | گل خورده | گل تفاضل | امتیاز | صعود یا سقوط           |
| ---- | ------------- | ---- | --- | ----- | ---- | ------ | -------- | -------- | ------ | ---------------------- |
| ۱    | ولز (P)       | ۶    | ۵   | ۱     | ۰    | ۷      | ۱        | ۶+       | ۱۶     | Promotion to League A  |
| ۲    | فنلاند        | ۶    | ۴   | ۰     | ۲    | ۷      | ۵        | ۲+       | ۱۲     |                        |
| ۳    | جمهوری ایرلند | ۶    | ۰   | ۳     | ۳    | ۱      | ۴        | ۳−       | ۳      |                        |
| ۴    | بلغارستان (R) | ۶    | ۰   | ۲     | ۴    | ۲      | ۷        | ۵−       | ۲      | Relegation to League C |